# 이기현 (배우)
이기현(1991년 8월 19일 ~ )은 대한민국의 연극배우, 영화배우다. 2013년 연극 마로윗츠 햄릿으로 데뷔했다.

## 방송
- 새빛남고 학생회 (2021)

## 영화
- 13 후르츠케이크 (2020)
- 레이디 (2020)
- 위선자 (2022)

## CF
- 기아자동차 쏘렌토 - 두 번째 하루 편 (2020)
- 피파 온라인 4 (2021)

## 뮤직 비디오
- 박원 - Fuxxxxx Crazy (2021)
- 서도밴드 - 간청 (2022)